# أمير عثمانوفيتش
أمير عثمانوفيتش مواليد 7 يونيو 1970 في لوكافاكس، جمهورية يوغوسلافيا الاشتراكية الاتحادية، هو لاعب كرة قدم بوسني دولي سابق كان يلعب كمهاجم.

## المسيرة الاحترافية

### أندية لعب لها
- نادي ماريبور
- كيمنتزر
- نادي فينترتور
- نادي شاندونغ لونينغ تايشان
- نادي تيانجين تيدا

## روابط خارجية
- أمير عثمانوفيتش على موقع قاعدة بيانات كرة القدم.إي يو (الإنجليزية)
- أمير عثمانوفيتش على موقع ناشيونال فوتبول تيمز (الإنجليزية)